# 罗伯特·弗格森
罗伯特·乔治·弗格森（1883年9月12日—1964年）是北美对抗结核病及导入免费治疗的先驱。做为医院院长之后，成为加拿大萨斯喀彻温省结核病治疗协会的会长，他为省里缔造了许多第一， 包括
- 加拿大第一个提供免费治疗肺结核病的省
- 加拿大第一个开始为疗养院工作人员及原住民提供疫苗服务的省
- 加拿大第一个开展结核病调查的省[3]

此外弗格森是长期研究卡介苗的先驱。在那个时候卡介苗的研究是争议性很高的。
弗格森为他的专业，萨斯喀彻温省，及国家做出贡献并且获得许多国际性的殊荣，包括：
- 萨斯喀彻温省医疗学会会长，1922
- 加拿大肺结核协会（目前为加拿大肺脏协会）会长，1935和1936
- 美国胸腔医师学会院士及管理长，1944—1948
- 美国特鲁多协会，1945—1957
- 萨斯喀彻温省医院协会 会长
- 世界卫生组织肺结核及卡介苗专门委员会委员，1948

为了表彰他对抗肺结核的成就，弗格森是荣获了许多奖项与荣誉，包括大英国协勋章。其他如：
- 国王勋章(1935)
- 查尔斯米克尔奖学金(1961) 此奖项由多伦多大学评选颁发给十年来对医药学术有卓越贡献的人
- 萨斯喀彻温大学 荣誉法学博士 (1946)
- 荣誉终身会员:
  - 巴西结核病协会
  - 加拿大医学学会 (1953)
  - 加拿大肺结核协会(1952)
  - 加拿大皇家军团 (1947)
  - 加拿大公共卫生协会萨斯喀彻温分部(1959)
  - 萨斯喀彻温医学学会 (1948)

1939 年， 乔治国王六世及伊丽莎白女皇在加拿大访问期间，特别造访弗格森博士及他的家人, 并在他家中茶叙。为了表彰弗格森的成就萨斯喀彻温大学在1973年设立了弗格森博士荣誉教授职位；1969年在里贾纳以他命名的乔治弗格森博士学校还有1967年在萨斯喀彻温的弗格森岛（Lac La Ronge）。  在这些荣誉中或许带给弗格森博士 最开心的是被颁 为 Qu’Appelle  山谷三个部落（Muscowpetung，Piapot，Pasqua）的荣誉酋长并且赐名为 “Muskeke-O-Kemacan Ketche-na-na-ta we wayo” 意指“伟大的白人医生”。  

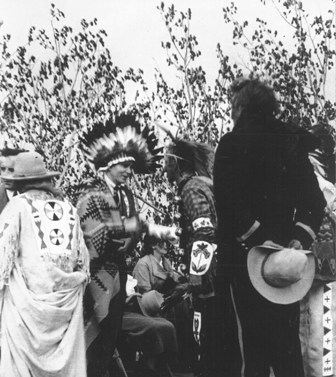
罗伯特·弗格森医生, 1935年,5月 Muskeke-O-Kemacan Ketche-na-na-ta we wayo, - "伟大的白人医生"

## 生涯

### 早年生活和教育
罗伯特·乔治·弗格森在1883年9月13日出生在北达科他州Joliette附近的农场。他的双亲早年由安大略省移居至此。1903年全家搬到萨斯喀彻温靠近 Yorkton 的家园。在一段公立学校教育之后，他留在自己的家园中，直至20 岁在温尼辟才又开始他的中学教育。他一开始想要从事神职工作，於是参加马尼托巴大学的, 在1908和1912年於艾伯塔省开展传教的工作. 在得到文学学位，文学院的一面铜牌和被选上学校领袖之后，他改变所学，於1916年从医学院毕业并赢得另一面铜牌。在他医学院的最后一年，他兼职在实验室为加拿大的远征军制作伤寒疫苗。弗格森医生的研究生时期曾在英国伦敦医院, 以及在哈佛大学医学院受训。 

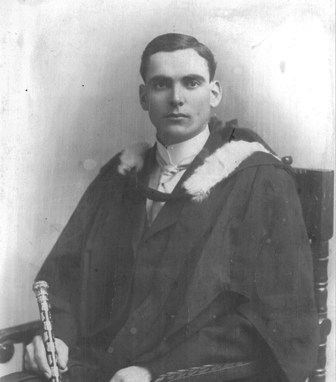
罗伯特·乔治弗格森医生, 1916, "学校领袖”, 曼尼托巴大学

弗格森於1916年与 Wynyard 的 Helen Ross  小姐结婚

### 医学生涯
弗格森医生毕业之后被指派为温尼伯急性感染医院院长助理。之后他去了Fort Qu'Appelle Sanatorium  预计停留六个月。但是他一待就是三十一年. 他是一个熟练的管理者，拥有经济学的背景和有能力分析对付社区内结核病猖獗感染的危险挑战。原住民人口特别容易感染肺结核。1917年，萨斯喀彻温省有全加拿大最高的肺结核感染率，每十万人口中有50例.Dr. 弗格森医生迅速明白，要处理这种状况唯一的办法是提供病人免费的诊断，治疗和住院服务。这是一个很大的政治性挑战。弗格森医生坚持努力，耐性的获得肺结核病人，一般民众，医疗人员以及政客的支持。在1921年他被萨斯喀彻温省政府要求成立省级抗结核委员会，他是三位委员之一并撰写全部的报告。他的二十二项建议中，十九项被采纳。其中最重要的是决定将肺结核病的诊断与治疗视为社会责任。在1928年弗格森在伦敦的, 举行的第十四届国际肺结核病预防年会上做了一个划时代的论文发表，题目为“"”。这让他成为国际上肺结核病的专家。随后他参加了国际抗结核病联盟理事会 (CIUA)，会中决定将双重十字架做为世界性对抗肺结核的标志。同年另一项成就是将原著民人口纳入疗养院治疗体系中。在弗格森的指导下，萨斯喀彻温成为加拿大第一个接受原住民人们到疗养院的省。在此之前，疗养院是不接受原住民的。
在1929年一月一日弗格森和新当选的总理加菲尔德加德纳(英文：James G. Gardiner) 成为盟友，合作让萨斯喀彻温疗养院及医院法萨斯喀彻温疗养院及医院法 （页面存档备份，存于） 通过。后来萨斯喀彻温成为加拿大第一个对所有需要的人提供免费治疗肺结核病的省。

### 卡介苗研究
当弗格森医生在 Fort Qu’Appelle  刚开始行医时，卡介苗的接种是令人争议的。
当时的气氛很紧张，由于在1929年德国的吕贝克（英文：Lubek）发生了两百七十个婴儿接种
的卡介苗疫苗，意外地却变成致命结核菌。因此造成七十七个儿
死于结核菌的感染的悲剧。那个时候将活菌打入人体，从健康与道德的角度来看都是令人怀疑害怕的。然而在1926年现实是原住民比非原住民死于肺结核病的比例高出十倍。当时卡介苗的接种仍在理论阶段，并未被证实。弗格森医生认为接种疫苗是合理的。他非常相信接种卡介苗的重要，甚至让他自己的孩子也接种了疫苗。
1932年弗格森在 Fort Qu’Appelle 的卫生单位接获允许为新生儿接种卡介苗的通知，并且获得国家研究理事会（英文：National Research Council （页面存档备份，存于） ）并且获得国家研究理事会对卡介苗研究的大量拨款，款项的资助延续二十一年之久。弗格森与奥斯汀锡姆斯（英文：Austin Simes），一个在附近的原住民区工作的旧同学，合作，他开始一项长期对相同社会状态的家庭进行研究。他针对的这些家庭有着类似的生活，社会及经济条件，而这些条件对健康是会造成一定的影响。在研究中，除了对于他随机取样的质疑外，国家研究理事会肺结核研究小组推崇弗格森和锡姆斯的研究是目前为止“对于卡介苗最科学的研究”。

### 遗产[8][3]
日后的数据统计证实，罗伯特·弗格森医生的医疗手段的确对打击结核病有深远的影响。萨斯喀彻温省于1917年记录了每十万人口有50例的发病率。萨斯喀彻温省原住民一岁以内的新生婴儿死亡率更是令人非常惊讶地：由1936年每十万人中有1603个死亡病例，到弗格森退休的1948年，死亡率已降至每十万人中只有17个死亡病例。这些令人印象深刻的数据是弗格森双管齐下对抗结核病的成就。首先，他建立了免费诊断与治疗的服务，其次，也让卡介苗成为安全又有效的接种疫苗。
从有效控制的数据，仍无法全面涵盖弗格森对公共卫生政策的贡献。他不仅指出了一个结核病的治疗方向，并且启发了整个国家和世世代代的人民有关施行健康保险计划的重要。与他同时的亨利·诺曼·白求恩（英文：Dr. Norman Bethune），本身也是一位肺结核患者，曾想要在１９３５年在蒙特利尔组织一个团体，引进这个观念及全国免费的健康保险系统，却失败了。
弗格森在1948年退休，当时被加拿大广播公司选为最伟大的加拿大人，并历任1944-48年总理与公共卫生部长的汤米道格拉斯（英文：Tommy Douglas)，说弗格森是一个： 
“在萨斯喀彻温省的历史上，从来没有一个人像他一样受人敬仰。极少的人能像弗格森医生一般在他的一生中有机会对他的世代及时代做出如此卓越的贡献。只有极少数的人能够挺身而出。” 
令人惊讶地，早至１９１７年弗格森的理想已经在Fort Qu’Appelle疗养院他的开幕致辞中提到：
当我们思考这个疗养院时，我们不止想到它的建筑与设备，而是一种观念，一种力量，一个团体以及一个充满希望，对疾病的治癒有声望及信心的地方。我们想把疗养院视为一个医学中心，在这里所有的设施是为了结核病的诊断与治疗，在这里生病的人可以有机会获得治疗，并能返回社会，像一般公民为社会做出贡献。我们想把疗养院当成一个教育中心，在这里关于这个疾病所有的资讯可以被公众使用；在这里病人可以获得疾病的知识，并学习如何治癒与预防。最后我们想要把这里创造成像家一样，让病人能休息，为了战胜疾病能获得适时的鼓励及指导"

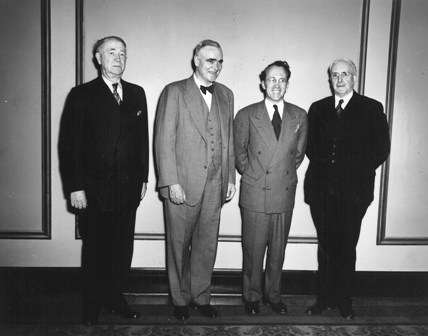
佛格森医生于1948年9月， J.M. 尤里奇医生，总理T.C. 道格拉斯， F.蒙罗医生，在佛格森医生在职时的所有卫生部同仁.

由于弗格森的远见和执着，他能够完成了他 早前设定的目标 。